# 姉小路公遂
姉小路 公遂（あねがこうじ きんすい）は、江戸時代の公卿。

## 年譜
- 享和2年（1802年）に従五位下に任じられる。
- 文化元年（1804年）に元服する。
- 文化2年（1805年）従五位上。
- 文化4年（1807年）正五位下。
- 文化6年（1809年）侍従となる。
- 文化7年（1810年）従四位下。
- 文化9年（1812年）左近衛権中将となる。
- 文化10年（1813年）従四位上。
- 文化12年（1815年）正四位下。
- 文政元年（1818年）近江介兼務。
- 文政4年（1821年）右近衛権中将となる。
- 天保2年（1832年）右近衛中将となる。
- 天保3年（1833年）従三位参議となり、公卿に加わる。
- 天保4年（1834年）権中納言となる。
- 天保7年（1837年）正三位。
- 天保13年（1843年）従二位。
- 弘化3年（1846年）正二位。
- 安政4年（1857年）病気のために権中納言を辞任して間もなく薨去。

## 系譜
- 父：姉小路公春
- 母：家女房
- 正室：松浦清の娘
  - 男子：姉小路公前（1816年 - 1856年）
- 継室：三条公修の娘
  - 男子：石山基文（1827年 - 1891年）
  - 男子：澤宣嘉（1836年 - 1873年）